# Dickson Abiama
Dickson Abiama (3 novembre 1998) è un calciatore nigeriano, attaccante del Monaco 1860 in prestito dal Kaiserslautern.

## Caratteristiche tecniche
È un centravanti.

## Carriera
Dopo alcuni anni nelle serie inferiori del calcio tedesco, nel 2020 viene acquistato a titolo definitivo dal Greuther Fürth; debutta fra i professionisti il 12 settembre in occasione dell'incontro di DFB-Pokal vinto 6-1 contro il Meinerzhagen dove mette a segno una doppietta.
Il 23 maggio 2021 realizza la rete del definitivo 3-2 contro il Fortuna Düsseldorf che consente al club biancoverde di centrare la promozione aritmetica in Bundesliga.

## Statistiche

### Presenze e reti nei club
Statistiche aggiornate al 6 settembre 2021.
| Stagione        | Squadra         | Campionato      | Campionato | Campionato | Coppe nazionali | Coppe nazionali | Coppe nazionali | Coppe continentali | Coppe continentali | Coppe continentali | Altre coppe | Altre coppe | Altre coppe | Totale | Totale |
| Stagione        | Squadra         | Comp            | Pres       | Reti       | Comp            | Pres            | Reti            | Comp               | Pres               | Reti               | Comp        | Pres        | Reti        | Pres   | Reti   |
| --------------- | --------------- | --------------- | ---------- | ---------- | --------------- | --------------- | --------------- | ------------------ | ------------------ | ------------------ | ----------- | ----------- | ----------- | ------ | ------ |
| 2020-2021       | Greuther Fürth  | 2L              | 29         | 7          | CG              | 3               | 2               |                    | -                  | -                  |             | -           | -           | 32     | 9      |
| 2021-2022       | Greuther Fürth  | BL              | 14         | 0          | CG              | 1               | 0               |                    | -                  | -                  |             | -           | -           | 15     | 0      |
| Totale carriera | Totale carriera | Totale carriera | 43         | 7          |                 | 3               | 2               |                    | -                  | -                  |             | -           | -           | 46     | 9      |